# Mamers
Ne doit pas être confondu avec Mamer.
Pour l’article homonyme, voir Mamers (Caroline du Nord).
Mamers [mamɛʁs]  est une commune française, située dans le département de la Sarthe en région Pays de la Loire, peuplée de 5 080 habitants.
La commune fait partie de la province historique du Maine, et se situe dans le Saosnois dont elle est la principale ville.

## Géographie
Mamers est située dans le Saosnois, à la limite du Perche, à 46 km au nord-est du Mans et à la limite de l'Orne et de la Sarthe (Alençon et Mortagne-au-Perche à 25 km).
La ville est baignée par la Dive (ou le Dive si on en croit la toponymie, moulin du Dive) qui prend naissance à Marollette au lieu-dit le Haut Dive et se jette 25 km plus loin dans l'Orne saosnoise au niveau de l'ancienne abbaye de Tironneau sur la commune de Saint-Aignan. Sur les 2,5 km dans la ville elle irrigue les deux plans d'eau du parc de loisirs. Elle a joué un rôle important pour la meunerie et la tannerie comme à l'ancien moulin de Barutel près de l'église Notre-Dame. Le 7 juin 1904, une crue fait 17 morts, deux plaques marquent la hauteur de la vague destructrice à la porte et à l'intérieur de l'église Notre-Dame.

La Dive
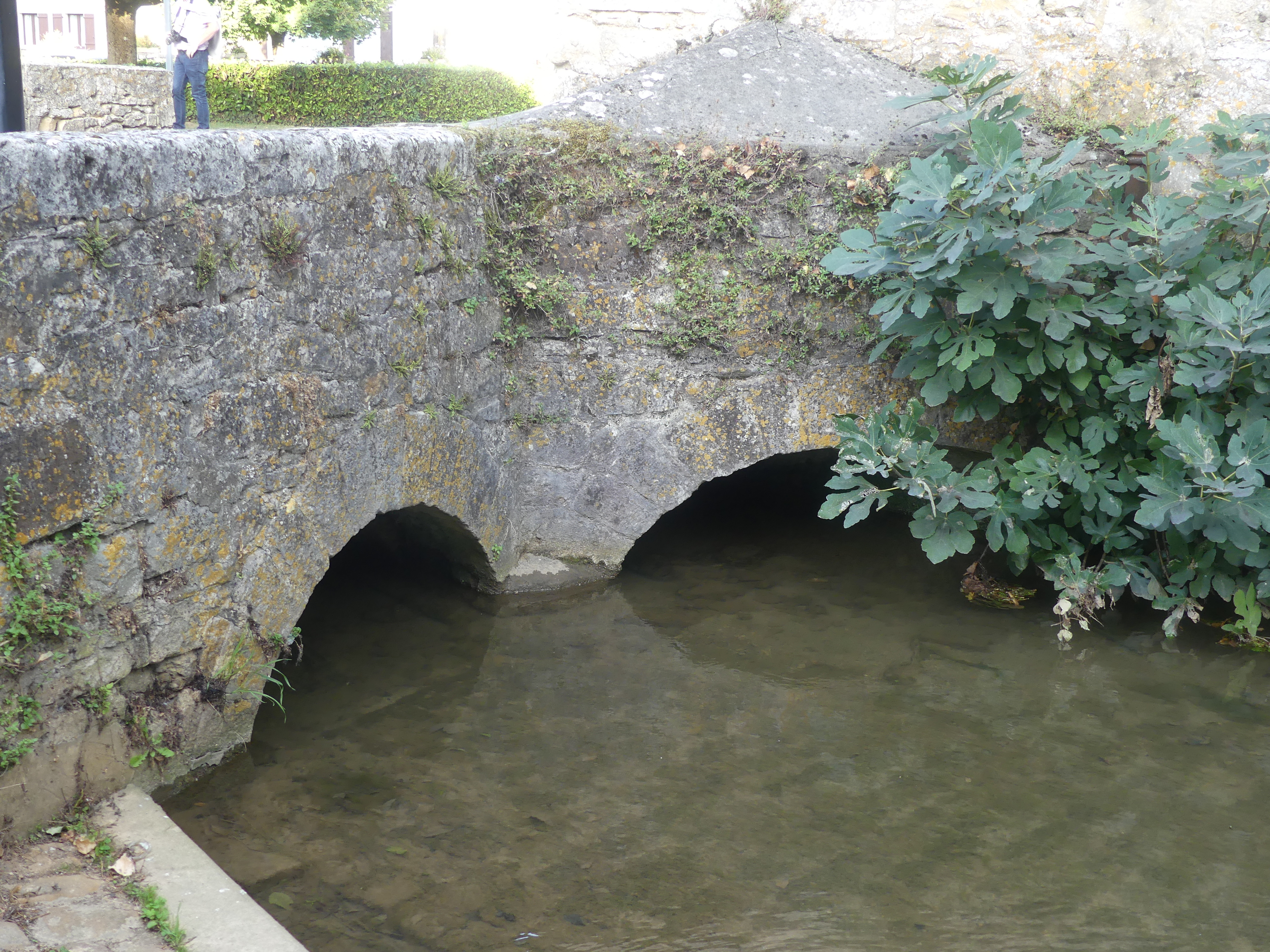
Pont sur la Dive.
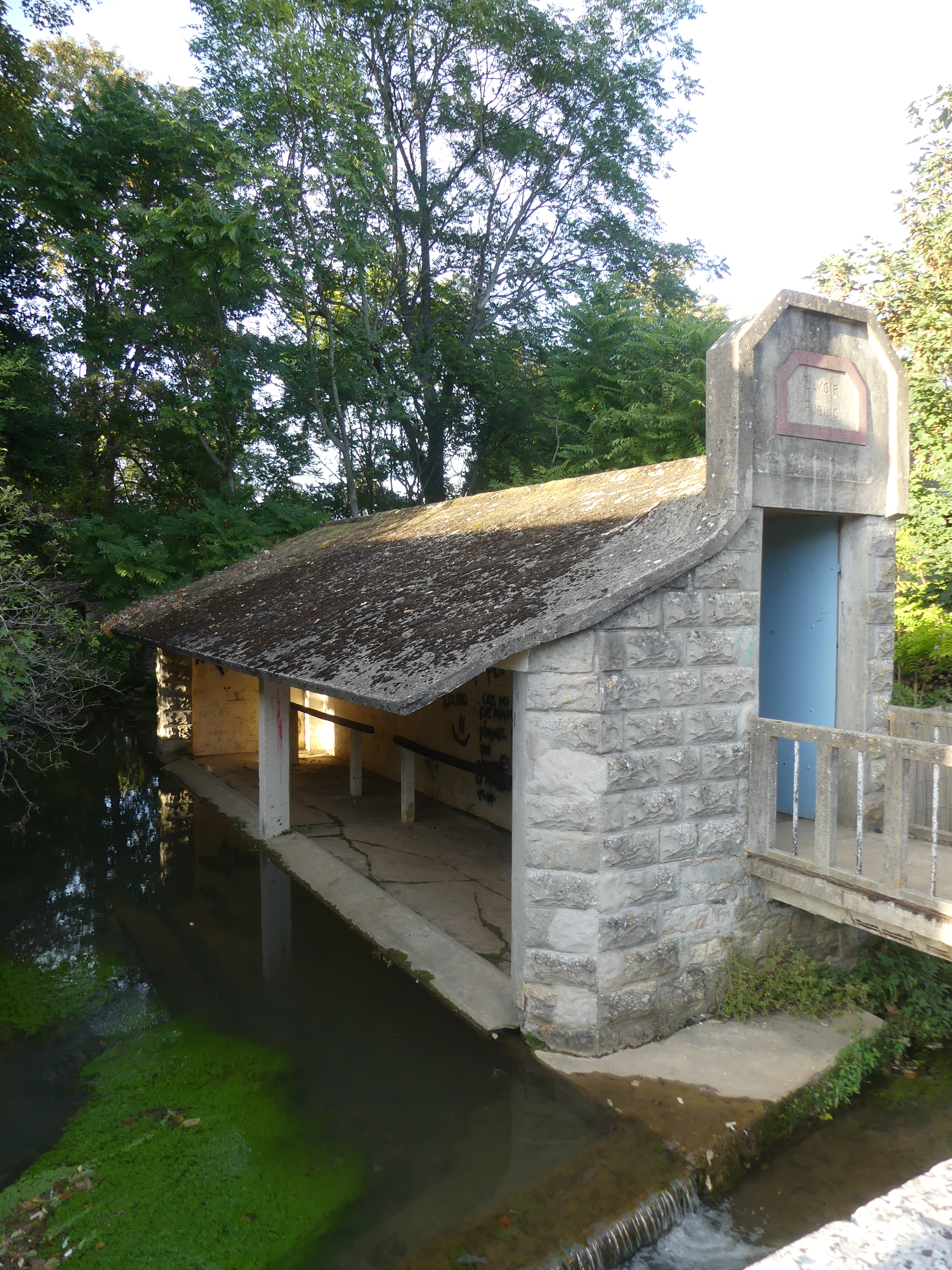
Lavoir public.
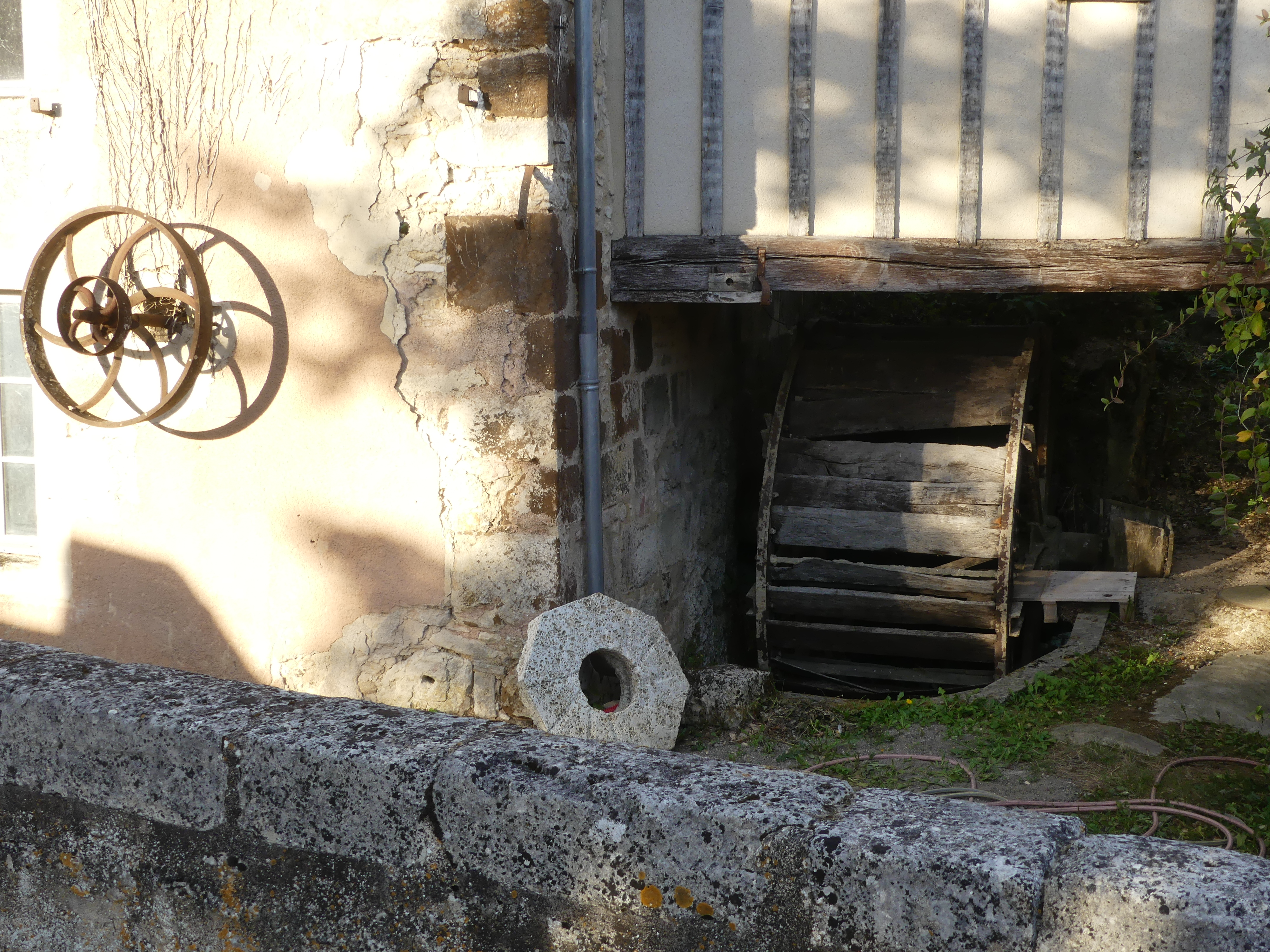
Ancien moulin de Barutel.
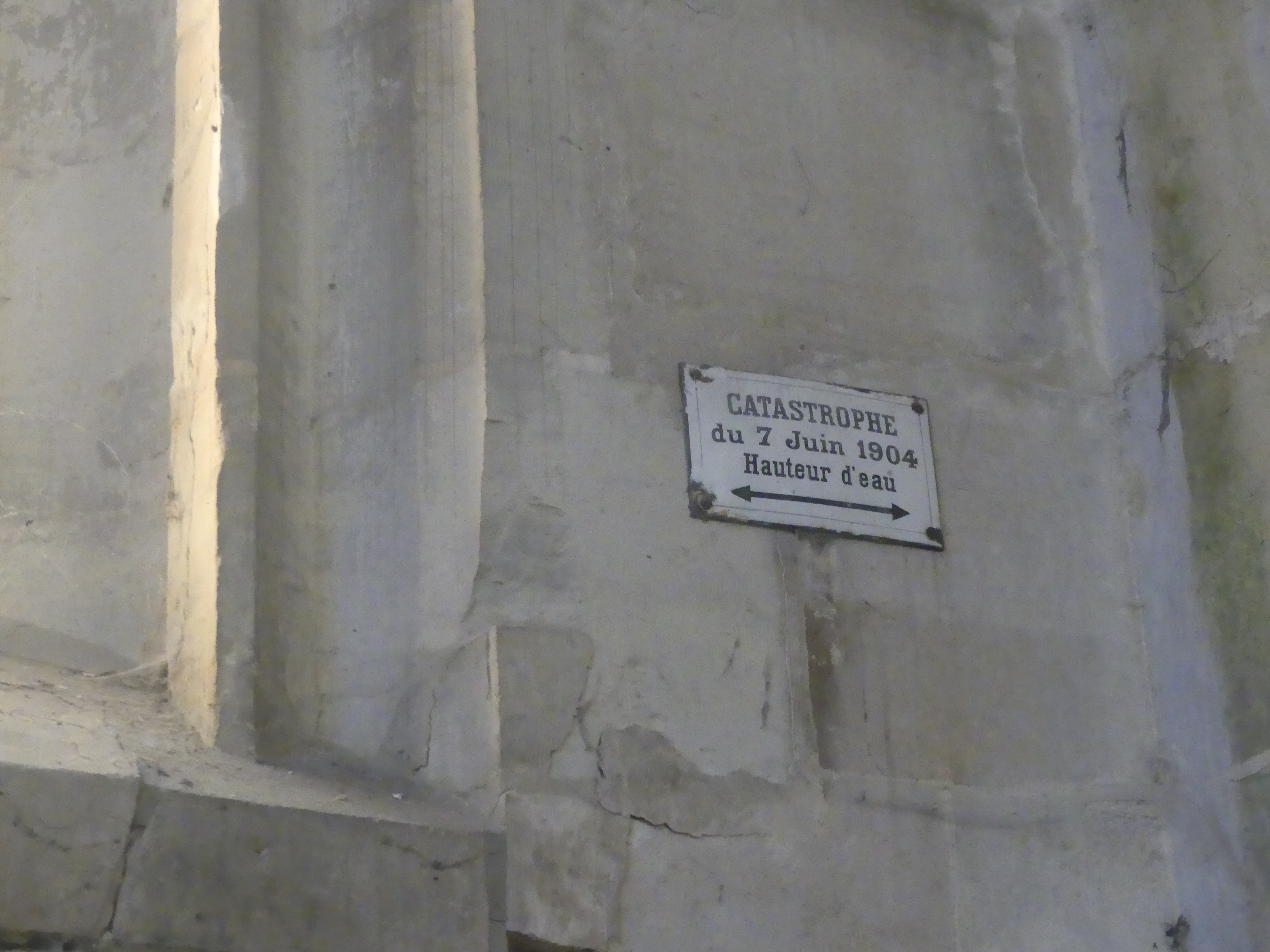
Marque de la crue de 1904 dans l'église Notre-Dame.

### Communes limitrophes
|              | Marollette           |                       |
| Saint-Longis | Mamers               | Suré (Orne)           |
|              | Saint-Rémy-des-Monts | Origny-le-Roux (Orne) |

### Climat
Pour des articles plus généraux, voir Climat des Pays de la Loire et Climat de la Sarthe.
En 2010, le climat de la commune est de type climat océanique dégradé des plaines du Centre et du Nord, selon une étude du CNRS s'appuyant sur une série de données couvrant la période 1971-2000. En 2020, Météo-France publie une typologie des climats de la France métropolitaine dans laquelle la commune est exposée à un climat océanique altéré et est dans la région climatique  Normandie (Cotentin, Orne), caractérisée par une pluviométrie relativement élevée (850 mm/a) et un été frais (15,5 °C) et venté.
Pour la période 1971-2000, la température annuelle moyenne est de 10,9 °C, avec une amplitude thermique annuelle de 13,9 °C. Le cumul annuel moyen de précipitations est de 712 mm, avec 11,8 jours de précipitations en janvier et 7,4 jours en juillet. Pour la période 1991-2020, la température moyenne annuelle observée sur la station météorologique de Météo-France la plus proche, « Commerveil_sapc », sur la commune de Commerveil à 4 km à vol d'oiseau, est de 11,9 °C et le cumul annuel moyen de précipitations est de 712,2 mm,. Pour l'avenir, les paramètres climatiques de la commune estimés pour 2050 selon différents scénarios d'émission de gaz à effet de serre sont consultables sur un site dédié publié par Météo-France en novembre 2022.
| Mois                                  | jan.           | fév.           | mars          | avril         | mai           | juin          | jui.          | août          | sep.          | oct.          | nov.          | déc.           | année      |
| ------------------------------------- | -------------- | -------------- | ------------- | ------------- | ------------- | ------------- | ------------- | ------------- | ------------- | ------------- | ------------- | -------------- | ---------- |
| Température minimale moyenne (°C)     | 2,1            | 2              | 3,9           | 5,7           | 8,7           | 12,2          | 13,5          | 13,3          | 11            | 8,5           | 5,6           | 2,7            | 7,4        |
| Température moyenne (°C)              | 4,7            | 5,5            | 8,1           | 11            | 14            | 17,3          | 19,4          | 19,1          | 16,4          | 12,6          | 8,6           | 5,5            | 11,9       |
| Température maximale moyenne (°C)     | 7,4            | 8,9            | 12,4          | 16,3          | 19,4          | 22,5          | 25,4          | 24,9          | 21,8          | 16,6          | 11,6          | 8,4            | 16,3       |
| Record de froid (°C) date du record   | −13,1 08.01.10 | −11,9 12.02.12 | −7,6 13.03.13 | −3,9 07.04.21 | −0,8 06.05.19 | 2,5 01.06.11  | 5,5 30.07.15  | 5 21.08.14    | 2,2 30.09.21  | −2,1 21.10.10 | −5,4 30.11.10 | −10,4 19.12.09 | −13,1 2010 |
| Record de chaleur (°C) date du record | 14,8 16.01.20  | 21,7 27.02.19  | 24,8 31.03.21 | 28,3 20.04.18 | 29,5 15.05.22 | 36,8 18.06.22 | 40,3 25.07.19 | 37,5 07.08.20 | 34,4 14.09.20 | 28,9 02.10.23 | 22,6 01.11.15 | 15,4 30.12.22  | 40,3 2019  |
| Précipitations (mm)                   | 63,4           | 51             | 58,3          | 50,5          | 64,8          | 69,2          | 35,3          | 60,6          | 40,6          | 68,6          | 72,3          | 77,6           | 712,2      |

## Urbanisme

### Typologie
Au 1er janvier 2024, Mamers est catégorisée bourg rural, selon la nouvelle grille communale de densité à sept niveaux définie par l'Insee en 2022.
Elle appartient à l'unité urbaine de Mamers, une agglomération intra-départementale regroupant deux  communes, dont elle est ville-centre,,. Par ailleurs la commune fait partie de l'aire d'attraction de Mamers, dont elle est la commune-centre,. Cette aire, qui regroupe 21 communes, est catégorisée dans les aires de moins de 50 000 habitants,.

### Occupation des sols
L'occupation des sols de la commune, telle qu'elle ressort de la base de données européenne d’occupation biophysique des sols Corine Land Cover (CLC), est marquée par l'importance des territoires artificialisés (64,4 % en 2018), en augmentation par rapport à 1990 (55,5 %). La répartition détaillée en 2018 est la suivante : 
zones urbanisées (51,4 %), terres arables (28,4 %), zones industrielles ou commerciales et réseaux de communication (10,5 %), zones agricoles hétérogènes (7,2 %), espaces verts artificialisés, non agricoles (2,5 %). L'évolution de l’occupation des sols de la commune et de ses infrastructures peut être observée sur les différentes représentations cartographiques du territoire : la carte de Cassini (XVIIIe siècle), la carte d'état-major (1820-1866) et les cartes ou photos aériennes de l'IGN pour la période actuelle (1950 à aujourd'hui).

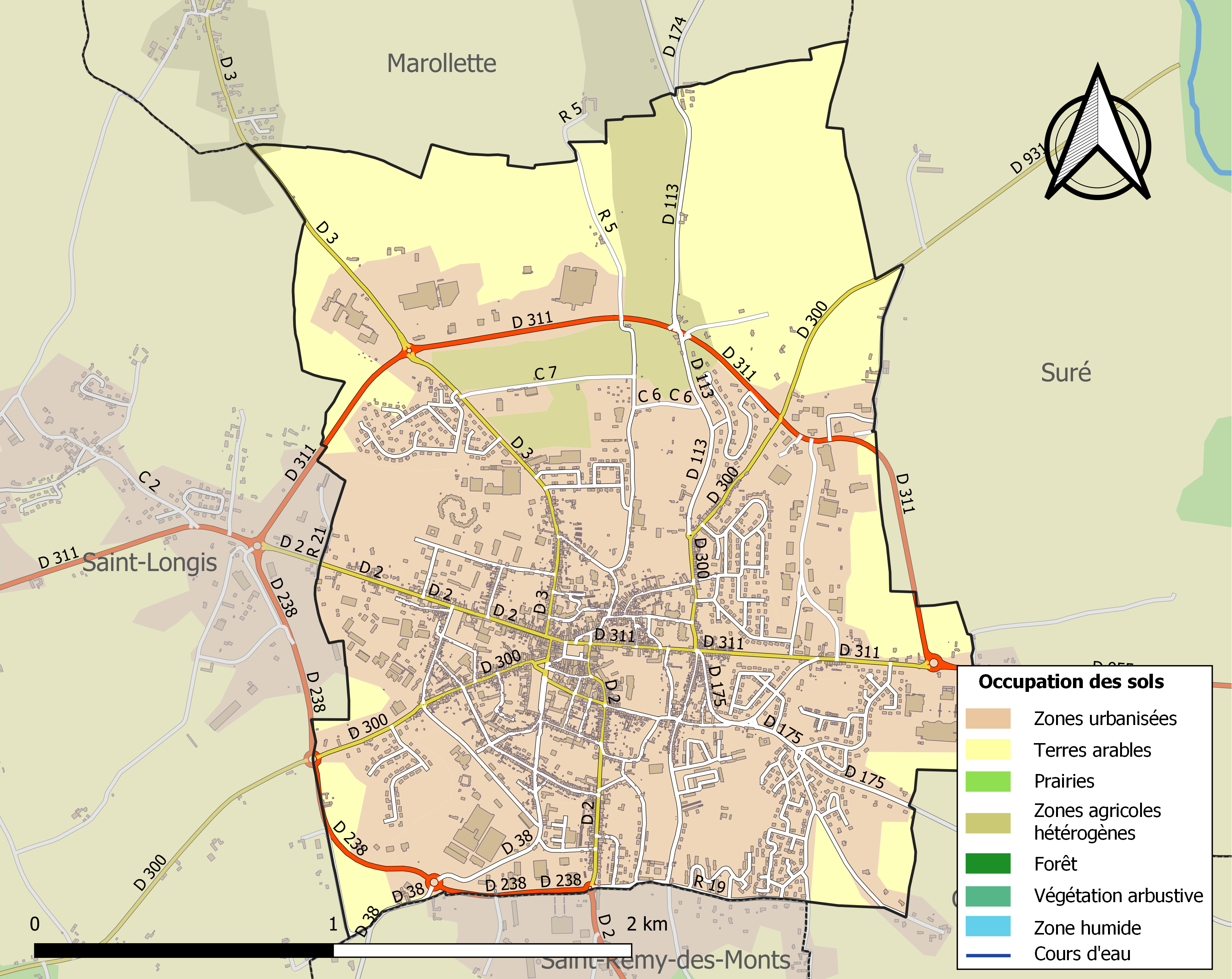
Carte des infrastructures et de l'occupation des sols de la commune en 2018 (CLC).

## Toponymie
Le nom de la localité est attesté sous les formes Mamertum au VIIIe siècle ; Via Sancti Mammertis en 1045-1065 (S.-Vincent, 607) ; Memers vers 1060 (Marmoutier, II, 356) ; B. de Mammerto en 1067-1078 (S.-Vincent, 599) ; In mercatu Mammerti (sans date) ; B. de Mammerz en 1080-1102 (S.-Vincent, 584 et 593) ; Monachi de Mammertio en 1080 (S.-Vincent, 613) ; R. de Mammert vers 1093 (S.-Vincent, 606) ; Mameres vers 1098 (Cauvin, p. 391, d’après Bry) ; Burgensis Sancti Mammerti fin du XIe siècle (S.-Vincent, 770) ; Mammertum vers 1100 (S.-Vincent, 637) ; Mamercias ; castra, id est Mamerz XIIe siècle (Orderic Vital, III, 294 ; IV 40) ; Apud Mamertum en 1191 (Perseigne, 363) ; Memerz en 1202 (Marmoutier pour le Perche, 280) ; Memers en 1433 (Maucibot, p. 28) ; Mamers en 1665 (catal. des notaires, p. 26).
Les formes anciennes s'opposent à ce qu'on reconnaisse dans ce toponyme le nom de saint Mammès, explication suggérée par Albert Dauzat sur la base d'une forme peu ancienne et isolée, car il n'en connaissait pas d'autres. Il s'agit du nom de personne roman Mamercius, variante de Mamercus employé de manière absolue.

## Histoire
Installée au bord de la Dive, Mamers est capitale du Saosnois depuis le Xe siècle.
Le bourg de Mamers — mentionné pour la première fois aux VIe-VIle siècles dans les vies des ermites saint Rigomer et saint Longis — né d'une villa gallo-romaine, établie aux environs de l'actuelle place Carnot.
Un temple gallo-romain dédié au dieu Mars aurait existé au niveau de l'actuelle église St Nicolas et détruit par saint Longis. Un prieuré dédié à la Vierge fondé au bord de la Dive (probablement situé à l'emplacement de l'actuel presbytère) par des moines christianisateurs à une époque inconnue, donné à l'abbaye Saint-Laumer de Corbion (aujourd'hui Moutiers-au-Perche) en 878, apparaît alors dans les textes comme un pôle secondaire de commandement où le moine franco-anglais Orderic Vital mentionne, vers 1088, l'existence d'un puissant château.
Robert II Talvas, seigneur de Bellême, fortement responsable des désordres qui ravagent alors la région, le fait restaurer en même temps qu'il édifie, avec de nouvelles forteresses, une ligne de fortifications qui, sur une frontière féodale et seize kilomètres de Saosnes à Saint-Remy-du-Plain (aujourd’hui du-Val), barre les routes qui conduisent vers les possessions des comtes du Maine. Vaincu politiquement et militairement par le roi d'Angleterre, il meurt dans ses prisons vers 1130. Son fils et successeur Guillaume III Talvas, qui ne semble pas avoir perdu le Saosnois, y fonde, dans la première moitié du XIIe siècle, une nouvelle localité, Neufchâtel (en-Saosnois), détachée du vieux château de Lurçon et de la paroisse Saint-Maurille aujourd'hui disparue. Animé de motivations religieuses, que confirme sa participation à la croisade aux côtés de Louis VII le Jeune, il établit tout près, à l'orée de la forêt, l'abbaye cistercienne de Perseigne dont on consacre l'église en 1145. L’installation d'une nécropole familiale manifeste sa volonté d'établir là, au cœur de la seigneurie, une capitale. L'échec de ce projet profite à Mamers, bourg castraI et marchand tout proche, où il crée un nouveau quartier (le vicus des Cinq Ans) et augmente les biens du prieuré de Notre-Dame.
Après son décès en 1171, le Saosnois, jamais réuni au Comté du Maine, passe dans les mains de Jean 1er, comte d'Alençon, puis, par les mariages, dans celles des familles de Châtellerault, d'Harcourt, d'Alençon - alors qu'il subit la crise des XIVe et XVe siècles, les combats de la Guerre de Cent Ans et la destruction de Mamers par l'armée du comte de Salisbury. La fin des hostilités autorise la reprise économique et les débuts des reconstructions dont celle de l'église Notre-Dame. Le Saosnois revient alors à Charles IV; duc d'Alençon, qui meurt sans enfant après le désastre de Pavie. Sa veuve l'apporte à Henri d'Albret, roi de Navarre, son second mari. Leur fille unique, Françoise d'Alençon, épouse en secondes noces Charles de Bourbon, duc de Vendôme puis, devenue veuve, obtient de François 1er l'érection de sa vicomté de Beaumont, dont relève la baronnie du Saosnois, en duché. Leur fils, Antoine de Bourbon, duc de Vendôme et roi de Navarre, en hérite.
La Réforme et les luttes religieuses de la seconde moitié du XVIe siècle provoquent un nouveau déferlement de violences et de ruines. Après l'assassinat d'Henri III le Saosnois, comme l'ensemble du duché de Beaumont, demeure fidèle à Henri IV son dernier seigneur qui, devenu roi de France, unit son patrimoine a la couronne en Juillet 1607. Absent des institutions ecclésiastiques et de l'organisation administrative le Saosnois, malgré son caractère fiscale, n'est plus dès lors qu'une survivance du passé. Mamers, siège d'un bailliage royal - qui ne recouvre pas totalement le Saosnois - devient, au sein de cette riche région agricole, un centre administratif et économique avec son marché et sa manufacture de toiles qui se développent.
Pendant les Guerres de Religion, elle a payé un lourd tribut : en 1650 alors qu’elle est devenue un siège important de la religion réformée, Mamers est assiégée puis incendiée.
Aujourd’hui encore, elle conserve un patrimoine architectural de qualité, parfois insolite.
À découvrir en centre-ville le théâtre (créé en 1818 et qui servait de halles aux toiles) et les halles aux grains en face. Après la chute de l’industrie du chanvre, les halles furent désaffectées et un théâtre y fut aménagé en 1851.
Non loin, le visiteur peut admirer l’église Saint-Nicolas, une des premières constructions de la ville (début 13e siècle). Elle s’appuie sur l’un des contreforts du château (disparu). Le portail encadré de colonnes est inscrit aux Monuments Historiques.
Autre patrimoine historique de Mamers : le couvent de la Visitation et son cloître, abritant aujourd'hui la mairie et la sous-préfecture. Son histoire est liée à la famille Davoust quand en 1630 Marie-Augustine décide d’entrer en religion. Après des agrandissements successifs, la Ville récupère le bâtiment en 1792 pour y loger l’Hôtel de ville et les prisons d’État contre les royalistes (les cellules sont toujours visibles).
Place de la République, une plaque rend hommage à un illustre personnage : Joseph Caillaux. Précisément au n° 33. Grande figure de la 3e République, la carrière de Joseph Caillaux s’étend de l’affaire Dreyfus (dont il sera un ardent défenseur) à la débâcle de 1940. À ses états de service, la création de l’impôt sur le revenu (il a été Ministre des finances sous Georges Clemenceau de 1906 à 1909), ainsi que Président du Conseil des ministres français et ministre de l'Intérieur.
Mais c’est dans la rubrique des faits divers que Joseph Caillaux fera la Une des journaux quelques années plus tard : Gaston Calmette, directeur du Figaro, engage une violente campagne de presse contre la politique Joseph Caillaux, opposé à l'entrée en guerre de la France face à l'Allemagne . À la suite de la publication de lettres intimes et excédée, son épouse, Henriette Caillaux, tuera Gaston Calmette de quatre balles de revolver. Ce qui contraint Joseph Caillaux à démissionner.
Un temps éloigné du Gouvernement (des accusations d’intelligence avec l’ennemi ont été lancées), il revient dans les années 1920. Il retrouve en juillet 1925 son siège de conseiller général du canton de Mamers et, en septembre suivant, la présidence du conseil général de la Sarthe (qu’il conserve jusqu’en 1940), et il se fait élire le 12 juillet 1925 sénateur. La même année, puis à nouveau en 1935, il est nommé Ministre des finances.
Après avoir voté les pleins pouvoirs au maréchal Pétain le 10 juillet 1940, il se retire dans sa propriété de Mamers où il meurt le 21 novembre 1944.
Non loin, au n° 26 place de la République, il suffit de lever les yeux vers le ciel pour se croire dans une autre capitale… Une réplique de la tour Eiffel est représentée au 1/100e. Réalisée en 1889, la petite histoire raconte que la terrasse sur le toit de l’hôtel du Cygne accueillait les officiers du 115e RI. Un ami du propriétaire, travaillant à Paris avec Gustave Eiffel, lui aurait proposé d’agrémenter sa terrasse d’une réplique du symbole parisien.

### Le protestantisme à Mamers
Une église protestante avait été établie à Mamers, dès 1561, par Honoré Du Colombier. Ses efforts furent tels qu’un vaste temple fut construit la même année. Le 3 novembre 1563, Boisjourdan et Préaux, sicaires de Charles d'Angennes, évêque du Mans, s’y transportèrent à la tête d’une centaine de soldats. Ils se saisirent de quatre protestants logés dans l’hôtellerie d’Étienne Valette, déjà exécuté au Mans, et les tuèrent à coups d’épée ou d’arquebuse. Les noms de trois de ces victimes est connu : il s’agit de Guy Goveuret, diacre de l’église de Bellême, de Bodier, de Saint-Germain et d’Yves Husson de Bellême. Le soir, Macé Loiseau, vieillard de 60 ans, qui avait beaucoup contribué à propager à Mamers la réforme protestante, fut découvert dans une cachette, dont il fut tiré et égorgé. Presque tous les protestants de cette ville ayant eu le temps de fuir, les égorgeurs durent se contenter de piller leurs maisons, avant de retourner au Mans, emmenant avec eux Pierre Le Fèvre, surveillant de l’église, qui fut livré aux juges de l’évêque et décapité. Mécontents de leur première expédition qui ne leur avait livré que six victimes, les égorgeurs retournèrent à Mamers le premier vendredi du carême, et tuèrent encore quatre huguenots, le bonnetier Savary et Denis Gilbert, qui n’opposèrent aucune résistance, Félix Mollet, qui fut arquebusé parce qu’il avait cuit le pain de la Cène, et Nicolas Hamart, qui se défendit vaillamment, avant de succomber sous le nombre. L’évêque d’Angennes fut récompensé de son zèle par le pape Pie V en 1570 par un cardinalat. Durant les guerres de religion, les catholiques détruisirent le temple de Mamers, tuèrent ou dispersèrent les protestants.
Le protestantisme, qui semblait complètement disparu du pays revint à Mamers avec la proclamation de la Deuxième République en 1848. Un colporteur, du nom de Prunier, entreprit de prêcher le pays. Devant le succès de son entreprise, la Société évangélique de Genève envoya de nouveaux ministres de l’Église réformée à Mamers. Ceux-ci se rendirent à l’hôtellerie de la Tête Noire, où, trois siècles plus tôt, certains témoins de l’Évangile avaient été abattus. L’auberge n’avait pas changé de nom, et les propriétaires, qui étaient protestants, reçurent avec sympathie les évangélistes, et leur montrèrent, dans la cour, le lieu où les chrétiens avait souffert le martyre au XVIe siècle. En 1850, la Société évangélique de Genève envoya à Mamers le pasteur Porchat. La même année, plus de 600 auditeurs seront présents lors de l’inauguration d’une chapelle. En 1853, les autorités le sommèrent de fermer ce temple protestant qu’elles considèrent comme contraire à l’ordre public, mais Porchat reste à Mamers et continue le culte en privé. Ce n’est que quelque temps après sa mort, survenue en 1866, que le culte protestant est définitivement restauré,.

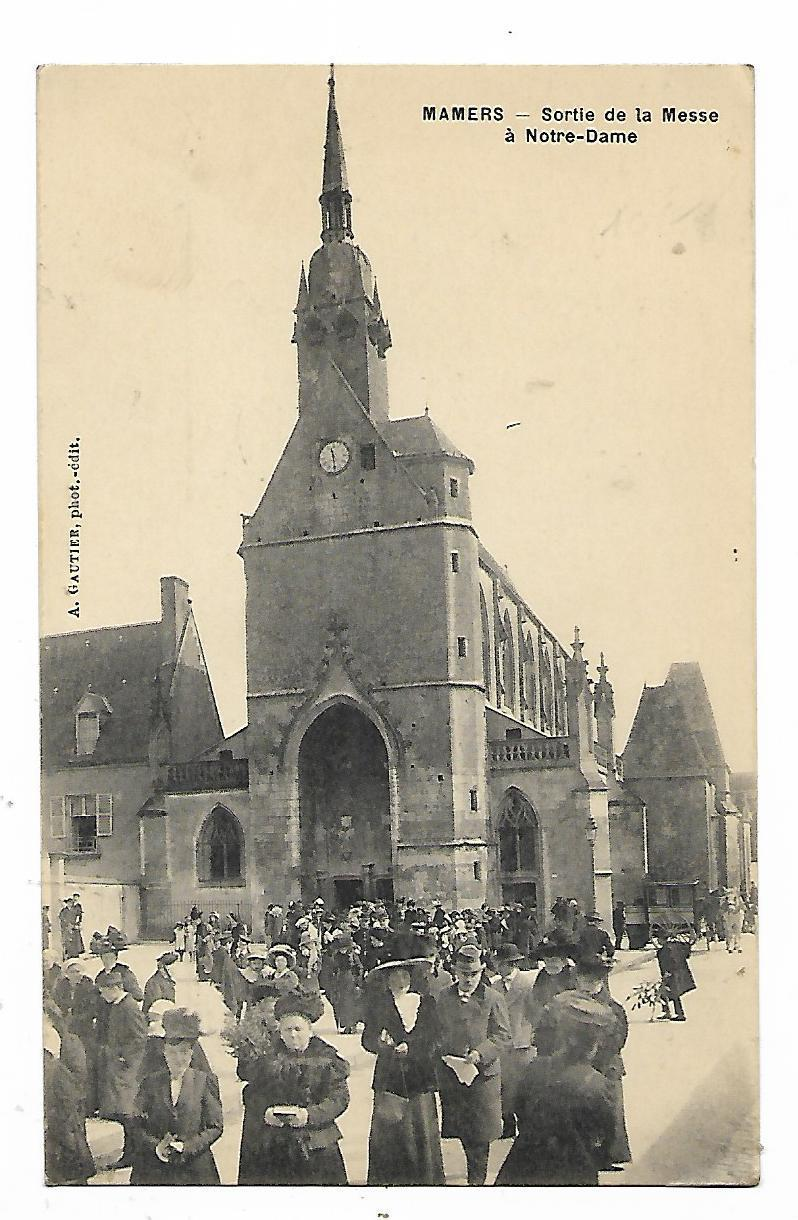
Sortie de la messe à l'église Notre-Dame vers 1906.

### Vie militaire
Listes des unités militaires ayant tenu garnison à Mamers :
- 71e régiment d'infanterie, 1939 - 1940 ;
- 115e régiment d'infanterie, 1906.

## Politique et administration

### Rattachements administratifs et électoraux

#### Circonscriptions de rattachement
Mamers est le chef-lieu de l'arrondissement et du canton de Mamers depuis leur création. Le redécoupage cantonal de 2014 a modifié sa composition puisqu'il englobe désormais les cantons de La Fresnaye-sur-Chédouet et de Marolles-les-Braults ainsi qu'une partie de celui de Saint-Paterne.
Pour l'élection des députés, la commune fait partie de la cinquième circonscription de la Sarthe, représentée depuis juin 2017 par Jean-Carles Grelier (RE). Mamers est rattachée à cette circonscription depuis la création de la Ve République et appartenait auparavant à la circonscription de Mamers.

#### Intercommunalité
Depuis le 1er janvier 2017, date de sa création, la commune appartient à la communauté de communes Maine Saosnois et en est la principale ville ainsi que le siège. Cette structure, créée par fusion de trois anciennes intercommunalités, a succédé à la Communauté de communes du Saosnois, fondée en décembre 1994 et issue de la transformation du SIPAEC du Saosnois.

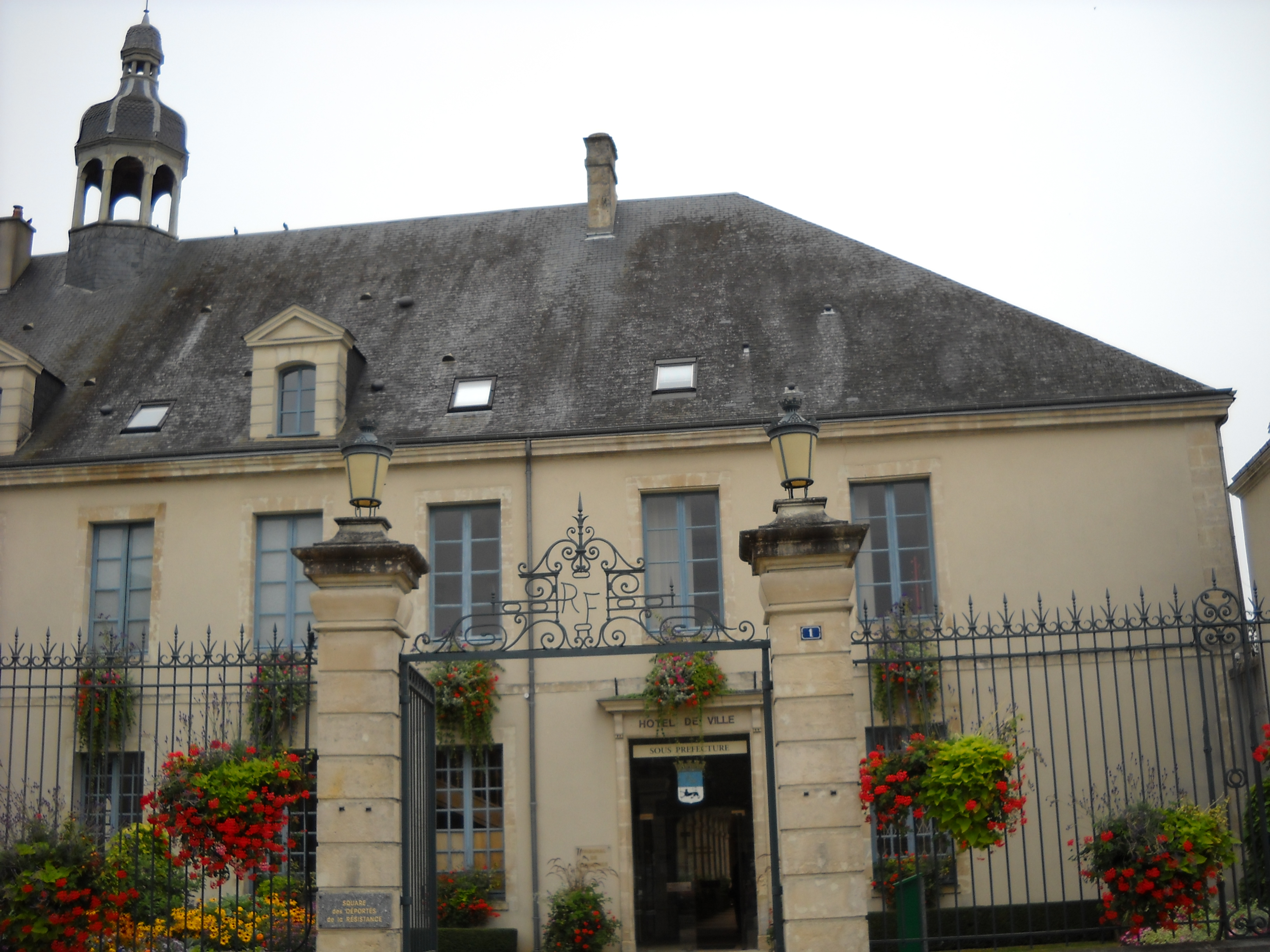
L'entrée de la sous-préfecture et de l'hôtel de ville se fait par le même bâtiment.

### Administration municipale
Le nombre d'habitants au dernier recensement étant compris entre 5 000 et 9 999, le nombre de membres du conseil municipal est de 29.

## Population et société

### Démographie
L'évolution du nombre d'habitants est connue à travers les recensements de la population effectués dans la commune depuis 1793. Pour les communes de moins de 10 000 habitants, une enquête de recensement portant sur toute la population est réalisée tous les cinq ans, les populations de référence des années intermédiaires étant quant à elles estimées par interpolation ou extrapolation. Pour la commune, le premier recensement exhaustif entrant dans le cadre du nouveau dispositif a été réalisé en 2005.
En 2022, la commune comptait 5 080 habitants, en évolution de −4,35 % par rapport à 2016 (Sarthe : −0,25 %, France hors Mayotte : +2,11 %).
| 1793  | 1800  | 1806  | 1821  | 1831  | 1836  | 1841  | 1846  | 1851  |
| ----- | ----- | ----- | ----- | ----- | ----- | ----- | ----- | ----- |
| 6 200 | 5 382 | 5 660 | 5 583 | 5 822 | 5 704 | 5 782 | 5 984 | 6 017 |

| 1856  | 1861  | 1866  | 1872  | 1876  | 1881  | 1886  | 1891  | 1896  |
| ----- | ----- | ----- | ----- | ----- | ----- | ----- | ----- | ----- |
| 5 884 | 5 839 | 5 832 | 5 365 | 5 342 | 6 070 | 6 478 | 6 016 | 6 014 |

| 1901  | 1906  | 1911  | 1921  | 1926  | 1931  | 1936  | 1946  | 1954  |
| ----- | ----- | ----- | ----- | ----- | ----- | ----- | ----- | ----- |
| 6 045 | 5 924 | 5 658 | 4 380 | 4 600 | 4 260 | 4 726 | 5 407 | 5 086 |

| 1962  | 1968  | 1975  | 1982  | 1990  | 1999  | 2005  | 2006  | 2010  |
| ----- | ----- | ----- | ----- | ----- | ----- | ----- | ----- | ----- |
| 4 869 | 5 777 | 6 392 | 6 450 | 6 071 | 6 084 | 5 784 | 5 696 | 5 473 |

| 2015  | 2020  | 2022  | - | - | - | - | - | - |
| ----- | ----- | ----- | - | - | - | - | - | - |
| 5 304 | 5 082 | 5 080 | - | - | - | - | - | - |

### Sports et loisirs
Les Sports athlétiques mamertins sont un club de football fondé en 1920. Le club a disputé six saisons de Division 4 entre 1981 à 1987 et a remporté la Coupe du Maine en 1993 et 1996,,.

Logo du club

## Culture locale et patrimoine

### Lieux et monuments
- Hôtel d'Espagne, des XVIIe et XVIIIe siècles, inscrit au titre des monuments historiques en 1988[36].
- Halle aux grains du XIXe siècle, inscrite au titre des monuments historiques en 1973[37].
- Église Saint-Nicolas, des XIIIe, XIVe, XVIe, XVIIe et XIXe siècles, inscrite au titre des monuments historiques en 1989, le portail est classé au même titre en 1992[38].
- Église Notre-Dame, des XVe et XVIe siècles, classée au titre des monuments historiques en 1911[39].
- Ancien presbytère de Mamers, rue du 115e-Régiment-d'Infanterie, construit entre 1852 et 1857, sur les plans de l'architecte Paul Lebart et décoré par Achille Oudinot de La Faverie.
- Théâtre municipal à l'italienne et salle des fêtes "Louis Malle", édifiés en 1851, restaurés et agrandis en 1937, place Carnot[40].
- Couvent de la Visitation, construit en 1630 il abrite aujourd’hui la mairie et les services de l'état. Des prisons d'état destinées initialement aux royalistes sont restées en service jusqu'au milieu du XXe siècle[41].
- Deux plans d'eau (dont l'un est réservé à la pêche), promenade, petite plage de sable, pédalos, parc Jaillé avec arbres remarquables…

Mairie et sous-préfecture
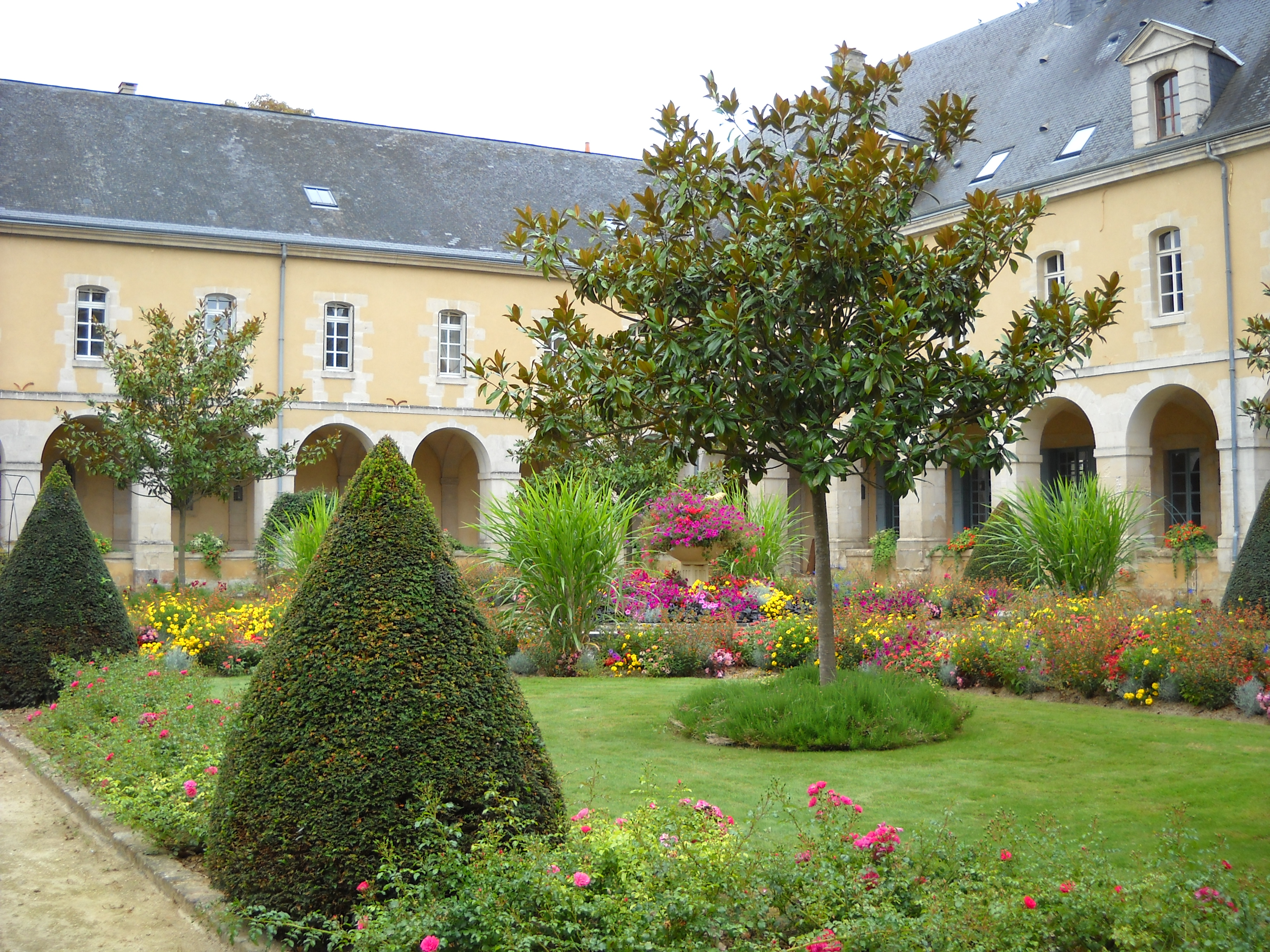
Le cloître du couvent de la Visitation.
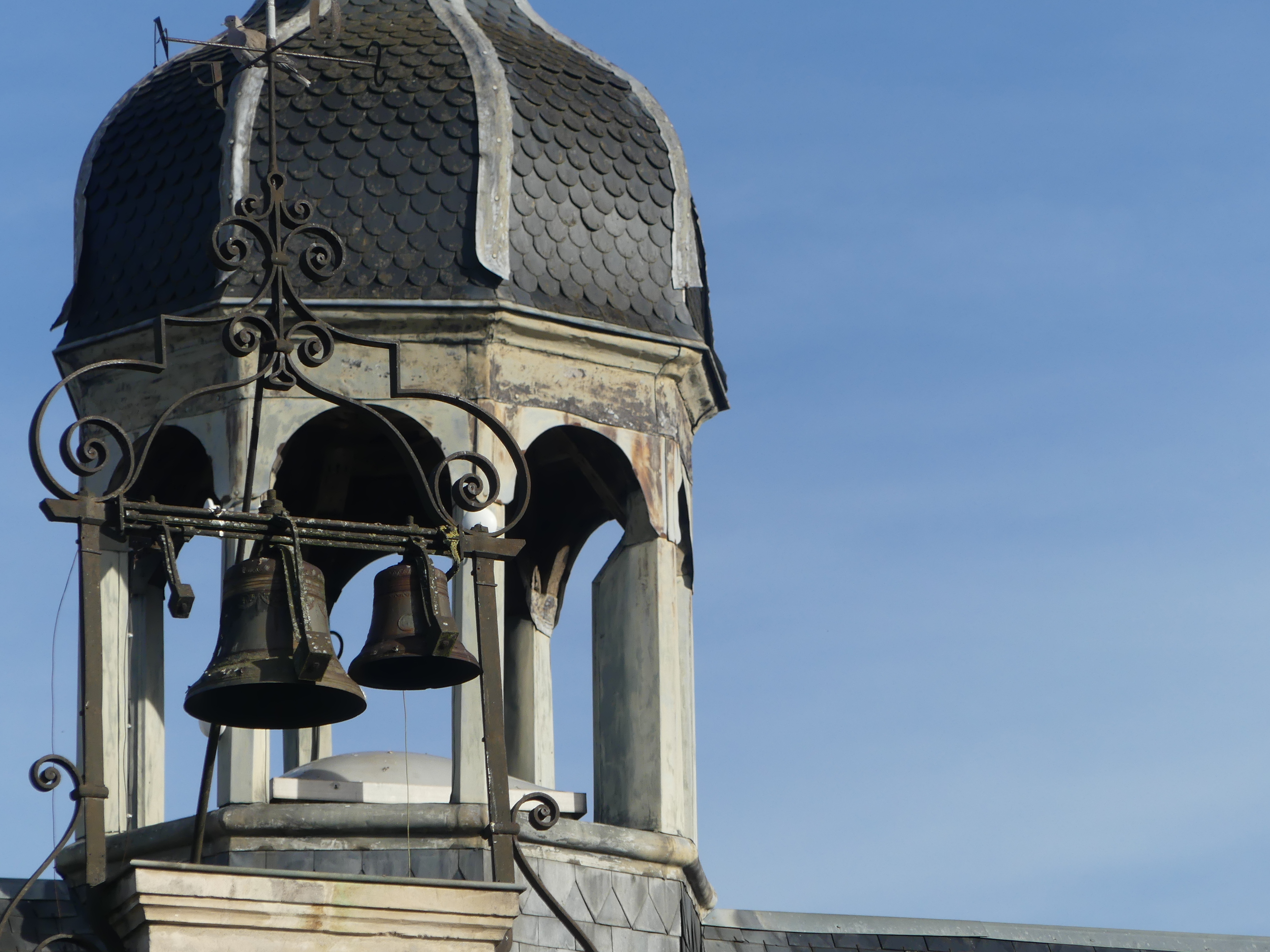
La mairie, clocheton et campanile.
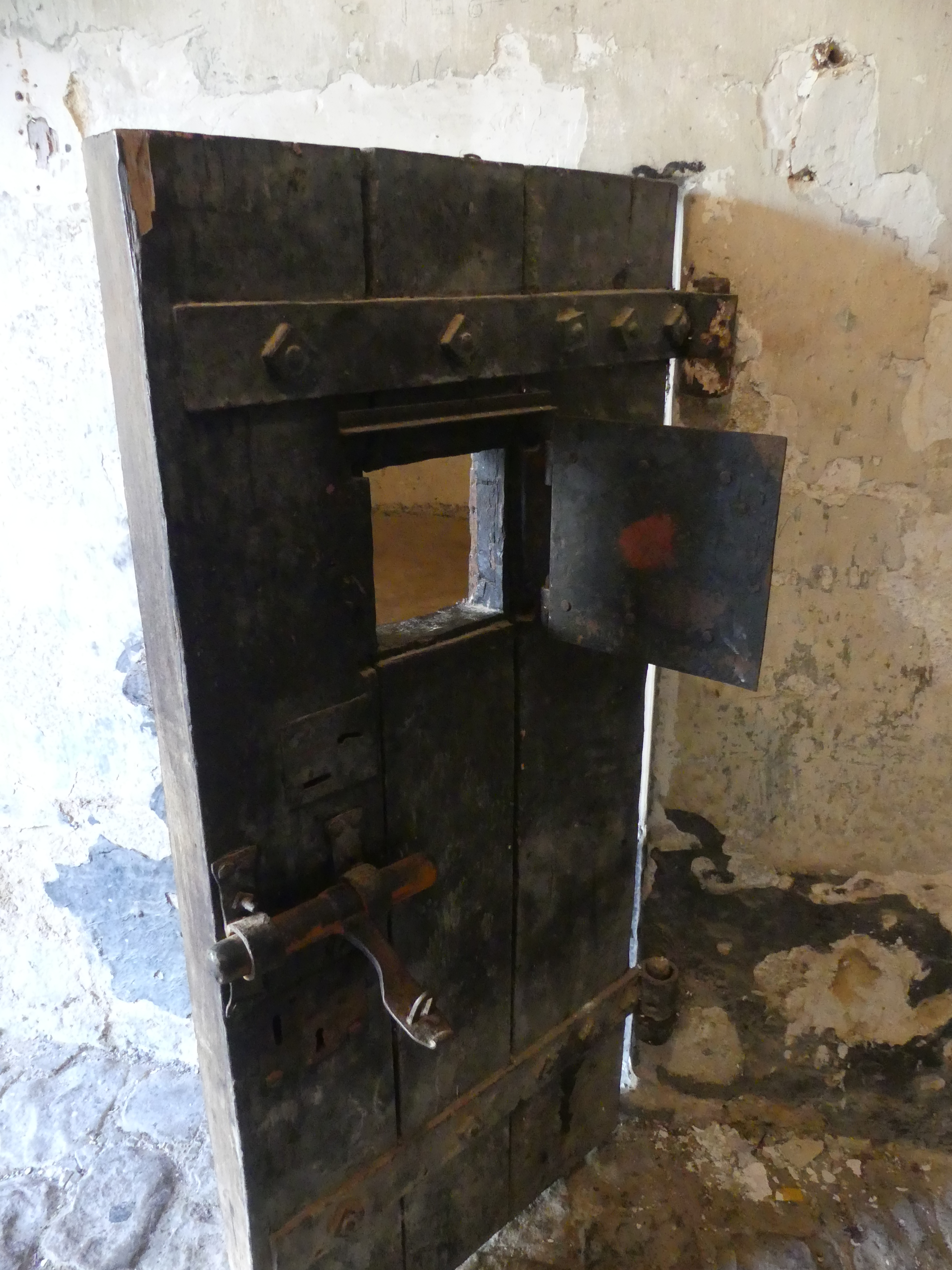
L'ancienne prison.
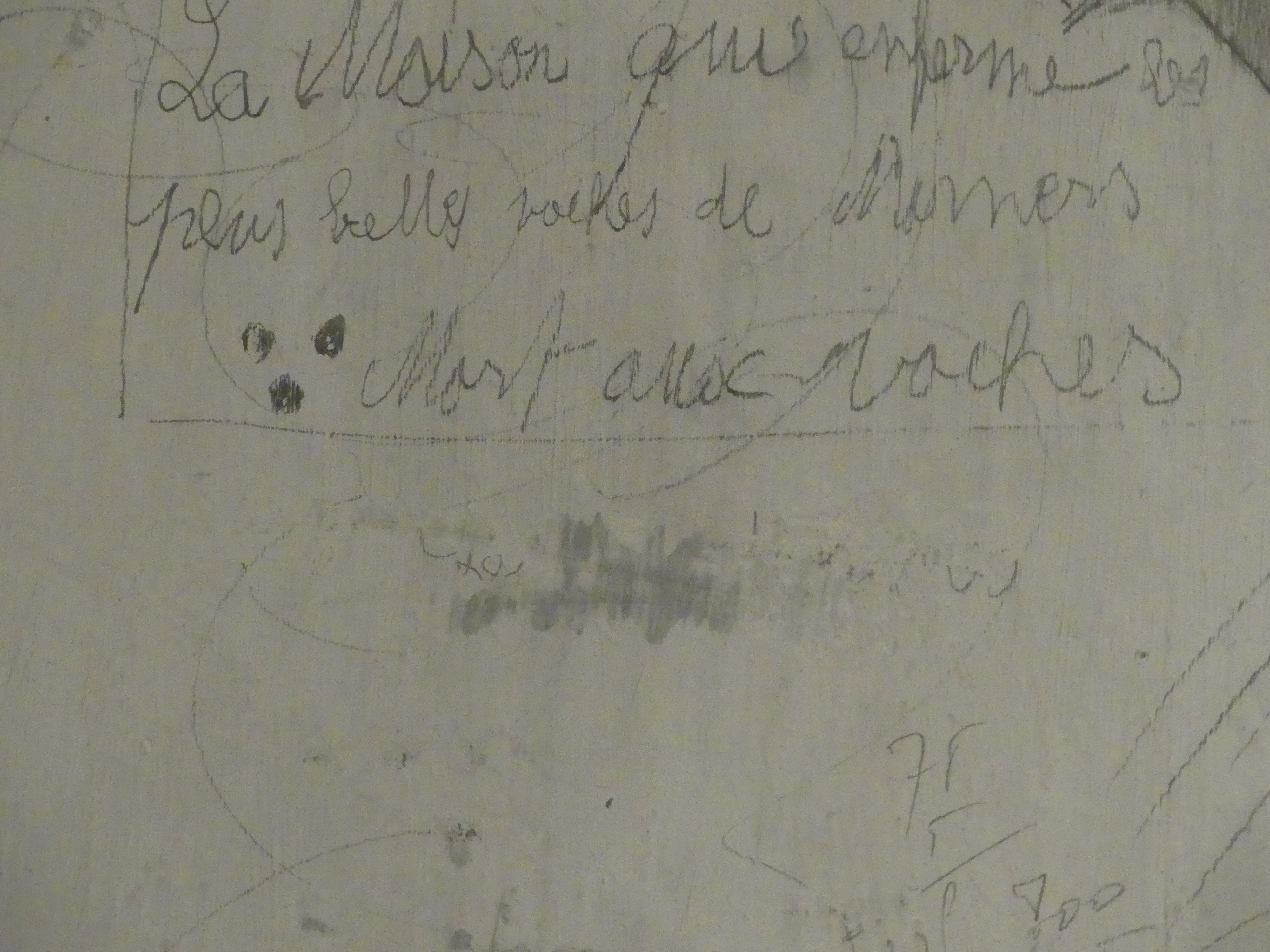
Ancienne prison : graffitis.
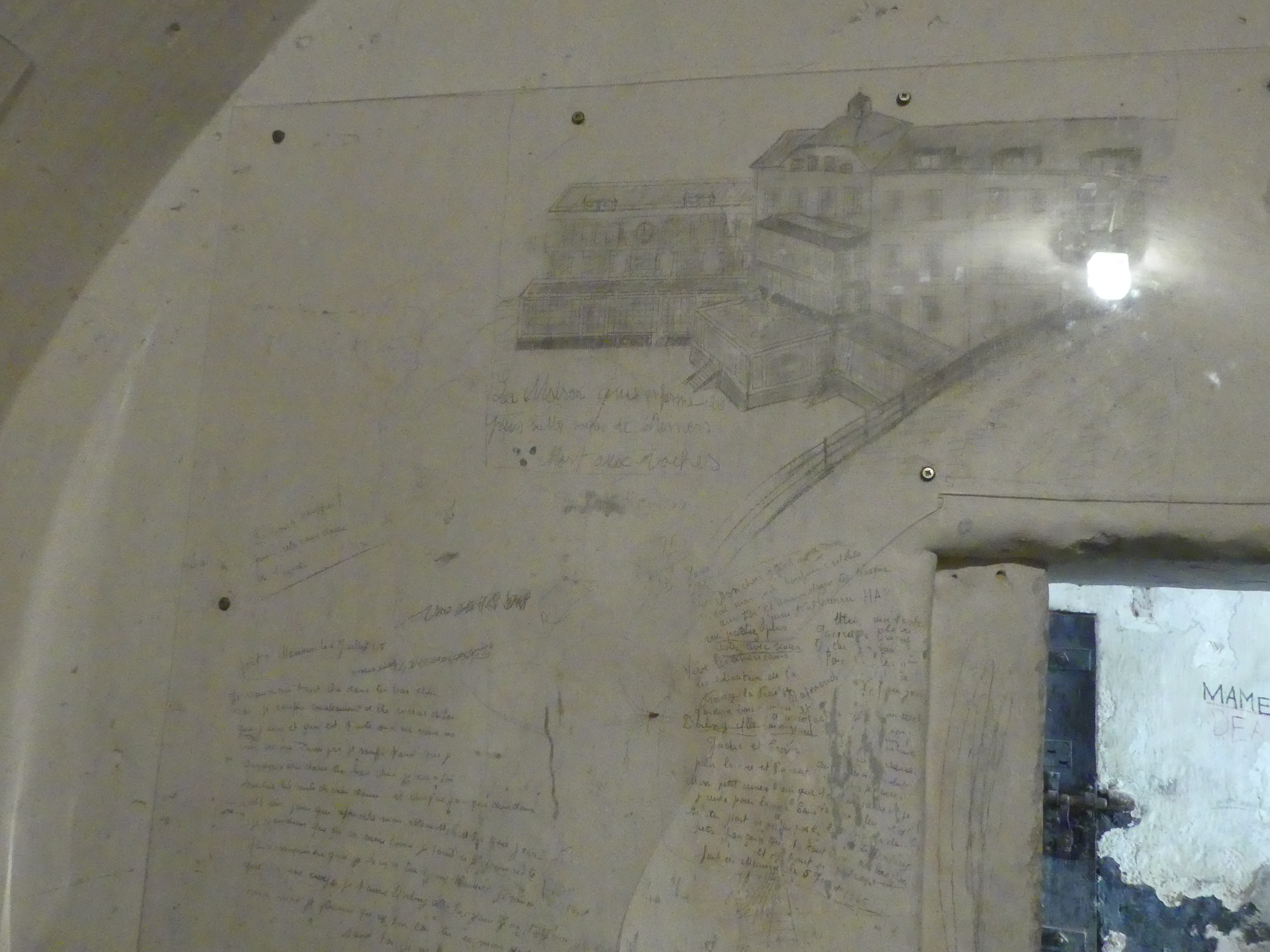
Ancienne prison : graffitis.

Église Notre-Dame
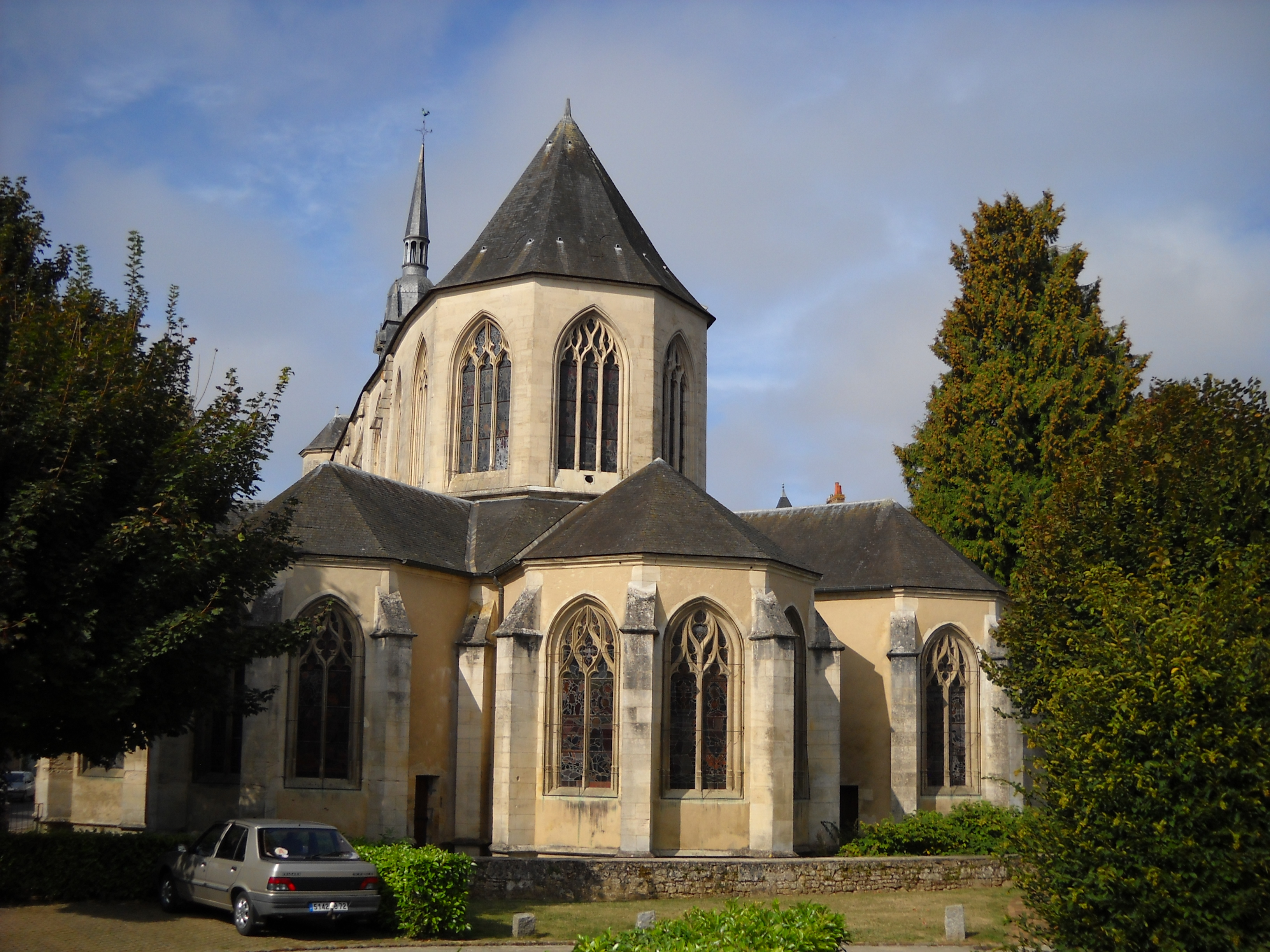
L'église Notre-Dame, chevet.
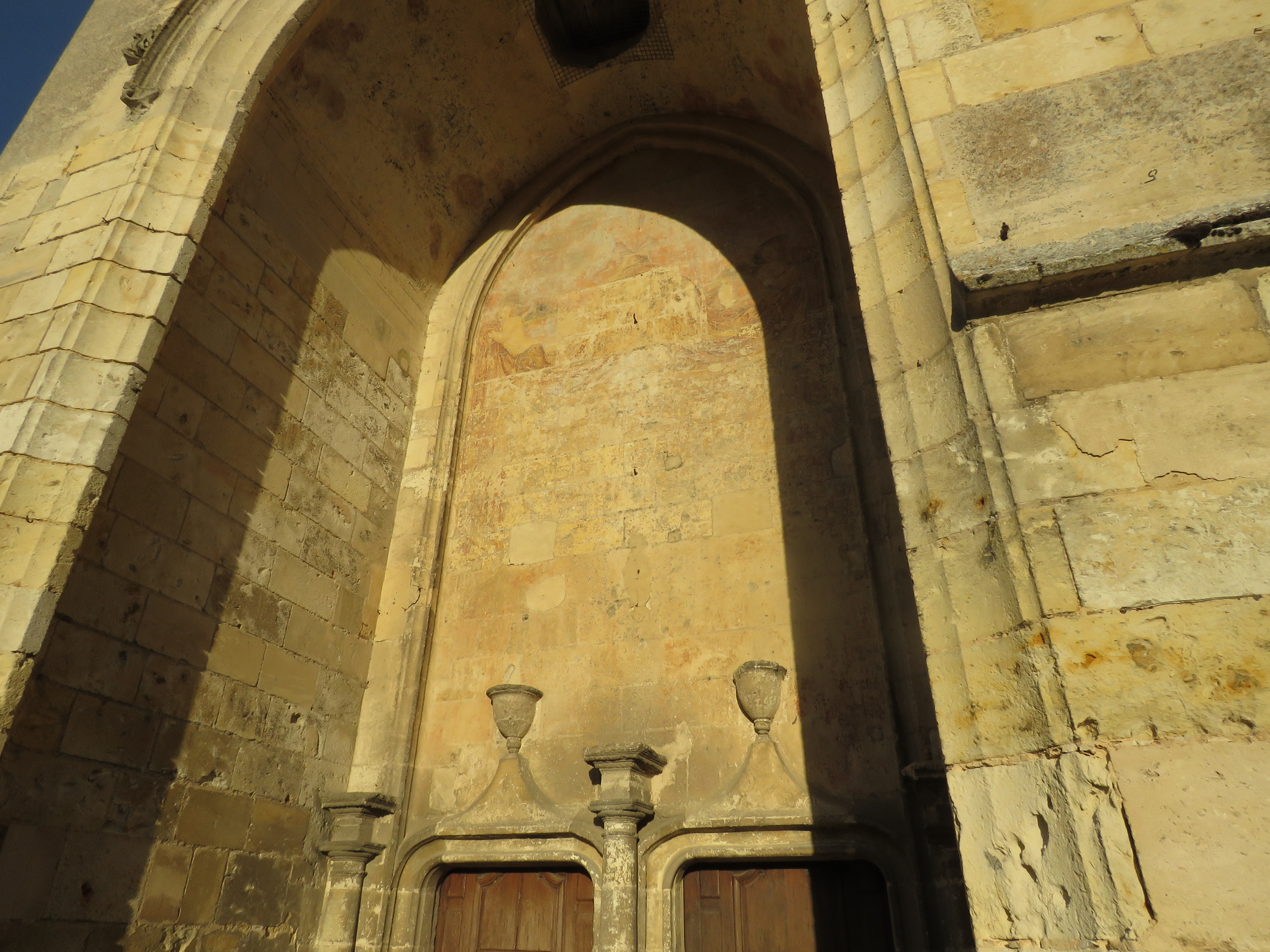
Église Notre-Dame, portail.
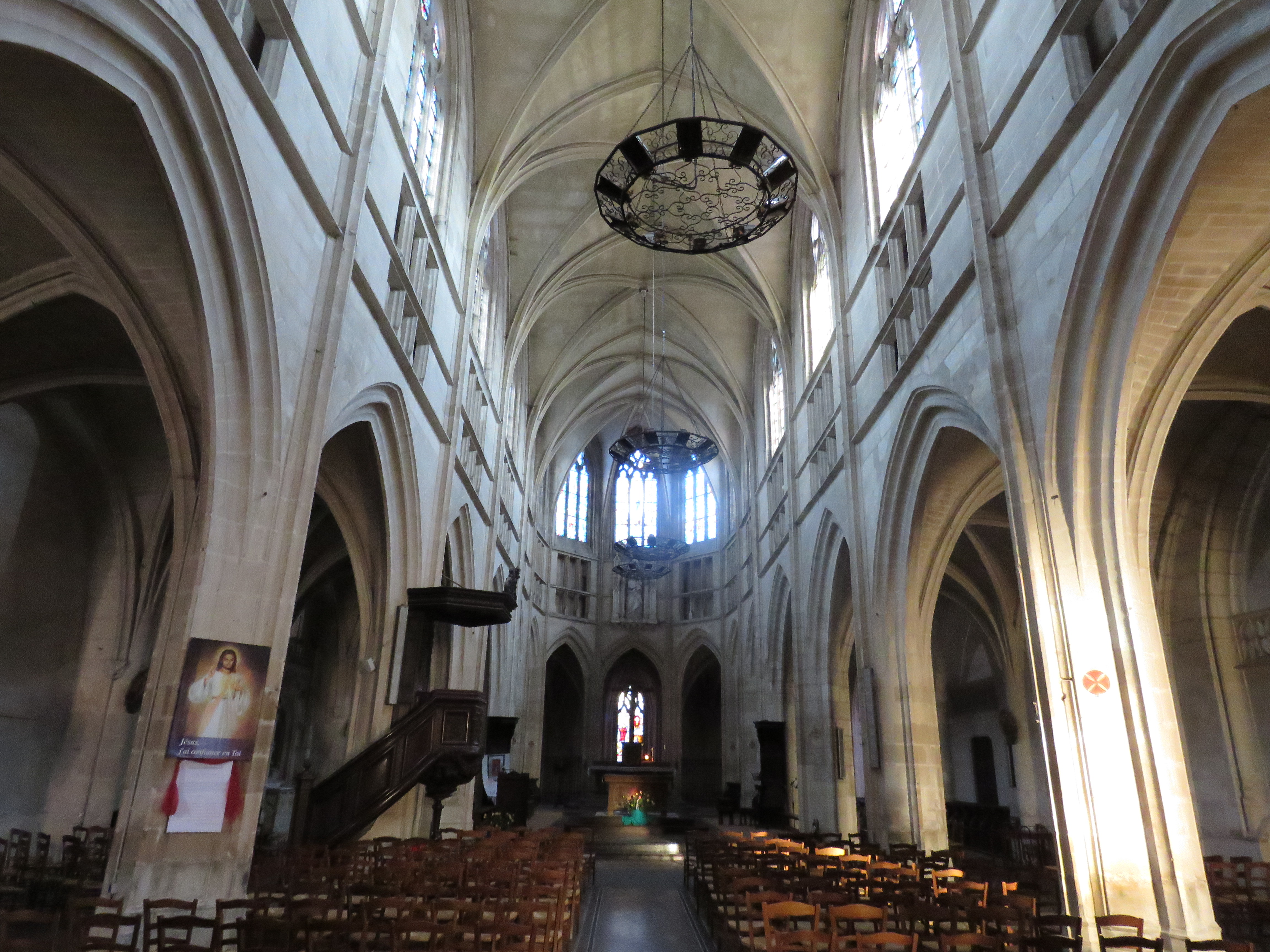
Nef.
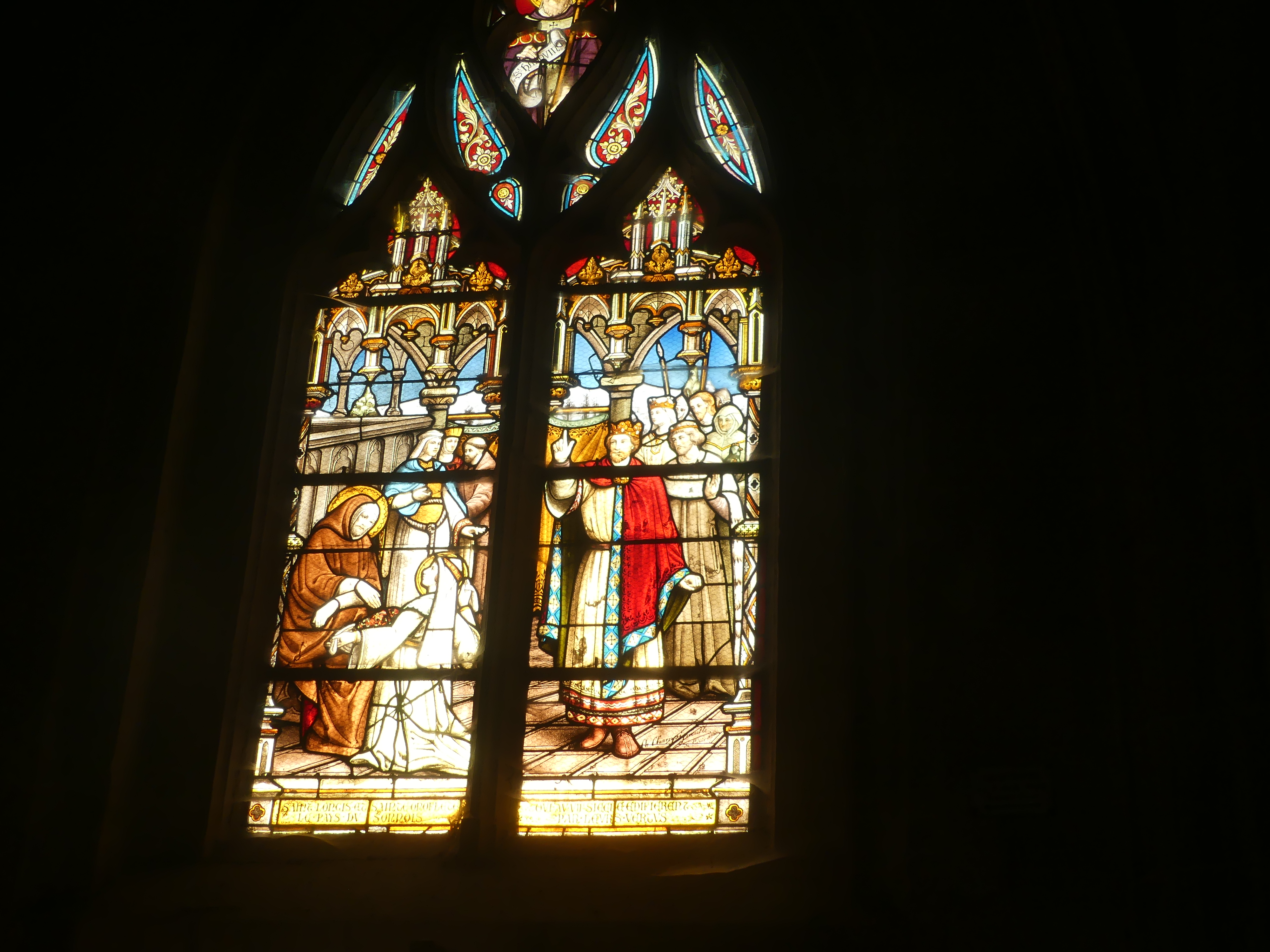
Vitrail du miracle de sainte Onoflette.
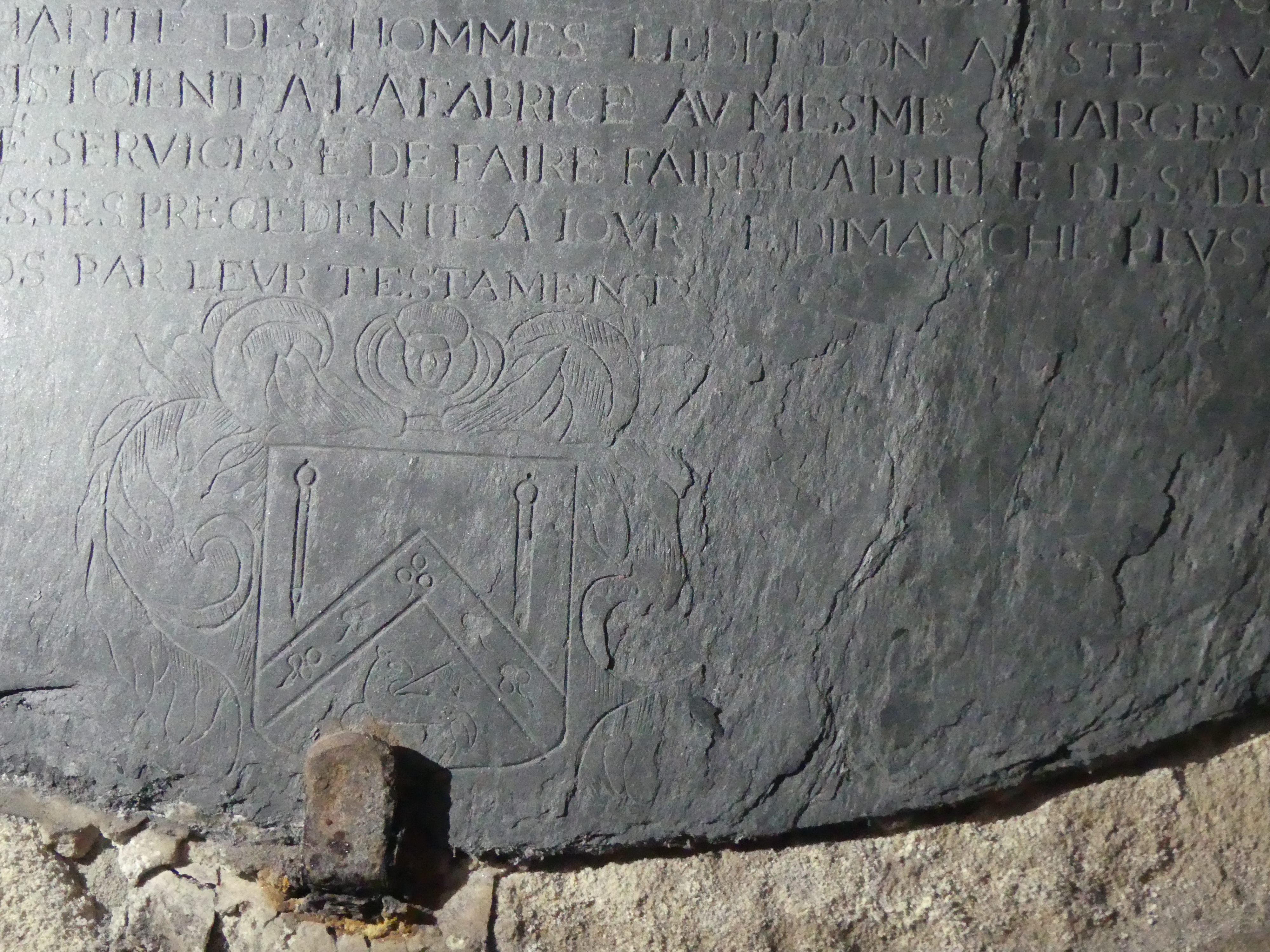
Détail de la plaque de Julien Lunel.
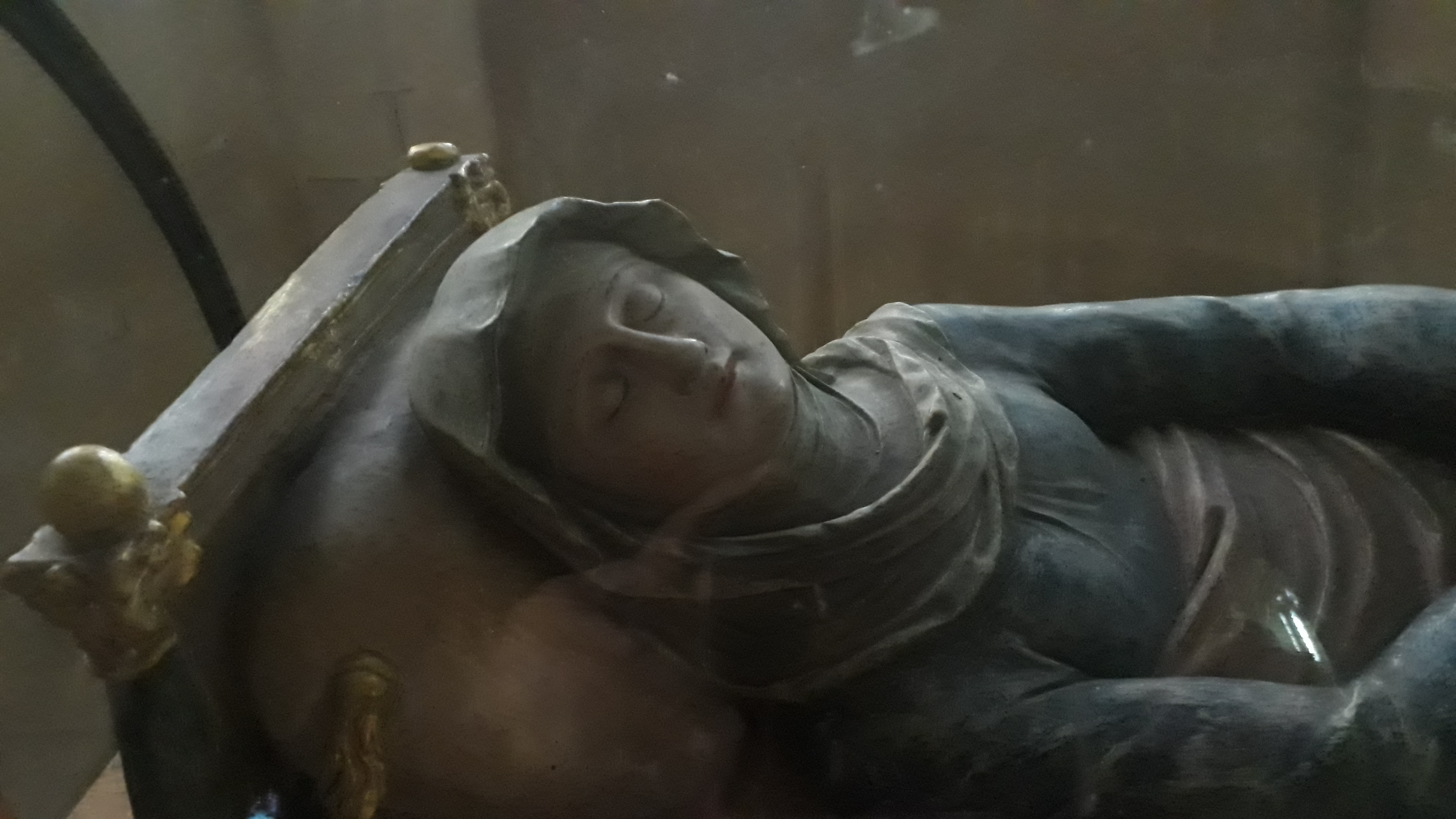
La dormition de la Vierge, détail.
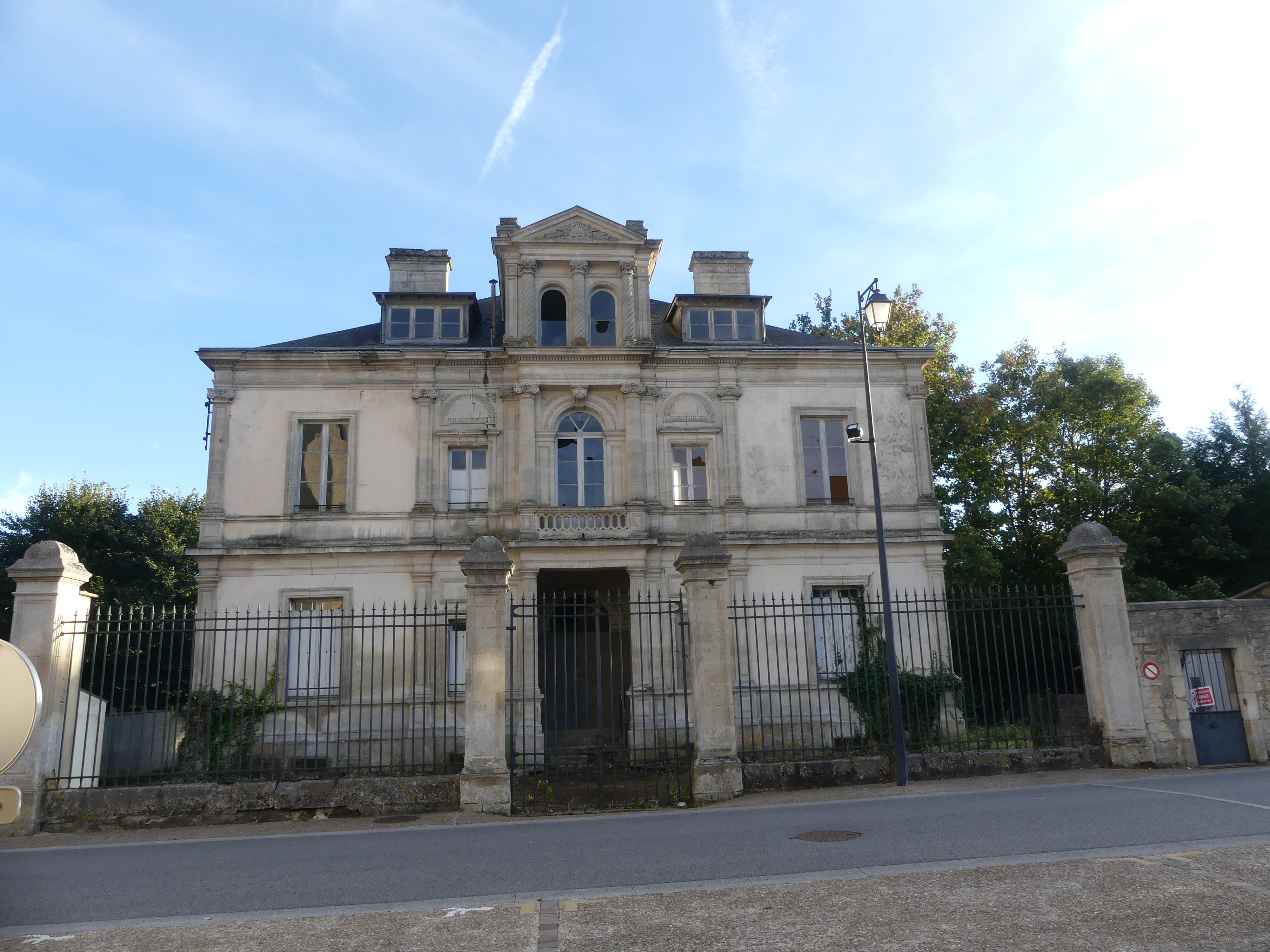
L'ancien presbytère.

### Activité et manifestations
- Foire aux collectionneurs, le 1er dimanche de juin, au gymnase rue Docteur-Godard (40e édition en 2022)[42].
- Les trois jours de Mamers.
- Festival Le Son des Cuivres[43] : le festival de cuivres de Mamers.
- Festival de films européens Mamers en Mars : le festival Mamers en Mars tisse sa toile depuis 1990 et s’est affirmé comme la principale manifestation cinématographique sarthoise, et l’une des plus importantes des Pays de la Loire, en attirant près de 4 000 spectateurs par édition.
- Festival Coup d'Parquet[44] : le festival de danses et musiques traditionnelles, weekend de la Toussaint; bal folk, fest-noz, musique irlandaise et sessions, ateliers de danse, cinéma, expositions.
- Festi'rok, festival rock gratuit créé en 2016[45], organisé par l'association Festi Rok au cœur de la ville. Il a attiré 3 500 festivaliers lors de l'édition 2022[46].
- Concours national des meilleures rillettes[47].
- Festival annuel de reggae/rap.
- Comices
- Football, les Sports athlétiques mamertins.
- Balade moto pour les Restos du Cœur (2e week-end de septembre en général).

### Jumelages
La ville de Mamers est jumelée avec :
- Gerolzhofen (Allemagne).
- Sé (Bénin).
- Market Rasen (Angleterre) jusqu'en 2017[48].

### Personnalités liées

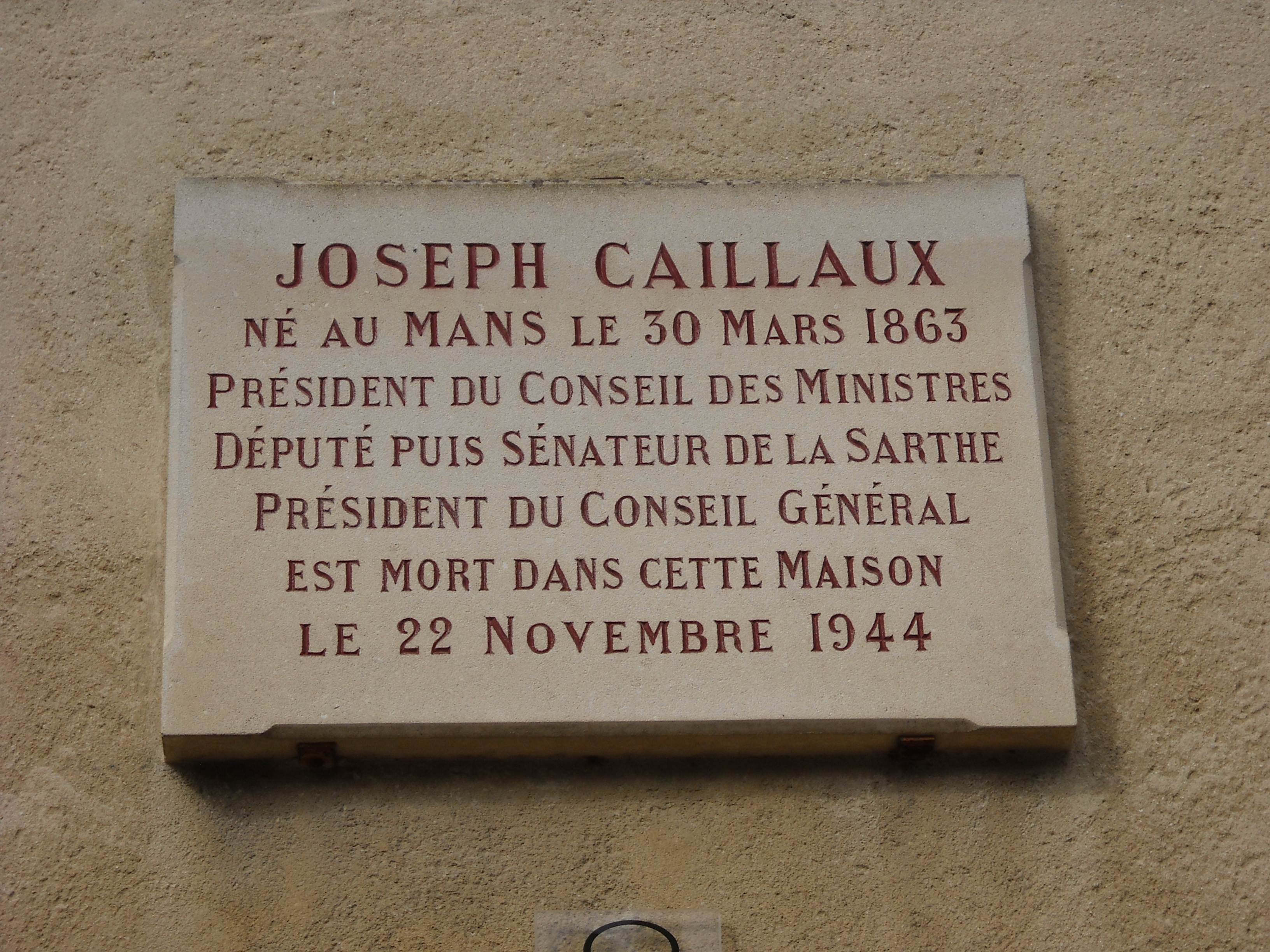
Une plaque posée sur la maison où est décédé Joseph Caillaux, le 22 novembre 1944.

- Claude Yvon, (1714 à Mamers - 1791), théologien et encyclopédiste ;
- Guillaume-Joseph Pelisson de Gennes (1753-1832), homme politique, député pour le tiers état, aux États généraux de 1789, maire de Mamers.
- Julien-Pierre-Jean Hardouin (1753-1833), jurisconsulte et homme politique, député de la Sarthe au Corps législatif.
- Louis Gabriel Guérin (1759 à Mamers - 1827), homme politique ;
- Julien Hardouin-Rivery (1759 à Mamers - 1825 à Mamers), magistrat et homme politique ;
- Jacques Langlais (1810 à Mamers - 1866), homme politique ;
- Jules Hetzel (1814 - 1886), éditeur, dont la mère Louis Chevalier, sage-femme à Chartres, est née à Mamers le 2 octobre 1777 ;
- Edmond Goblot (1858 à Mamers - 1935) , philosophe et logicien ;
- Joseph Caillaux (1863 - 1944 à Mamers), président du Conseil (1911-1912) et plusieurs fois ministre des Finances entre 1899 et 1925 ;
- Henriette Caillaux, née Henriette Raynouard (1874 - 1943 à Mamers), historienne de l'art, épouse de l'homme politique Joseph Caillaux, connue pour avoir assassiné le 16 mars 1914 le journaliste Gaston Calmette, directeur du quotidien Le Figaro ;
- Edmond Louveau (1895 à Mamers - 1973), fonctionnaire et résistant français, Compagnon de la Libération ;
- Solange Alexandre, née Dubuisson (1922 à Mamers - ), institutrice et résistante française ;
- France Dougnac (1951 - 2018 à Mamers), actrice française ;
- Max de Guibert, prêtre de la commune, condamné en 2021 pour pédophilie.

### Héraldique
| Blason de Mamers | Blason  | Coupé: au 1er d'azur semé de fleurs de lis d'or au lion du même brochant, au 2e d'argent au léopard de sable.                                                |
| Blason de Mamers | Détails | (vers 1852) Coupé des armes de la famille de BEAUMONT-BRIENNE, et des armes de la Duchesse de BEAUVILLIERS. Le statut officiel du blason reste à déterminer. |